# Hubenov (Kaplice)
Hubenov je malá vesnice, část města Kaplice v okrese Český Krumlov. Nachází se asi 2 km na severozápad od Kaplice. Prochází zde silnice I/3. Je zde evidováno 29 adres.
Hubenov leží v katastrálním území Žďár u Kaplice o výměře 6,11 km².

## Historie
První písemná zmínka o vesnici pochází z roku 1383. Je v ní uváděna jako Rosnow Majori (Velký Rožnov). Teprve v roce 1553 se objevují jména Hubeniov či Hubenouv.